# Giorgia Todrani
Giorgia Todrani (Rome, 26 april 1971) is een Italiaanse zangeres. Zij is bekend onder haar artiestennaam Giorgia.
Ze debuteerde in 1994 op het Festival van San Remo met het nummer E poi. In datzelfde jaar werd zij gevraagd mee te werken aan het cd-project Innocenti Evasioni, waarop bekende Italiaanse artiesten een nummer vertolken van de singer-songwriter Lucio Battisti. Haar vertolking van Nessun Dolore kreeg in Italië nationale media-aandacht. Het daaropvolgende jaar won zij San Remo met het nummer Come saprei, geschreven door onder meer haarzelf en Eros Ramazzotti. Dit nummer werd later in een Nederlandse versie (Kom maar bij mij) uitgebracht door Marco Borsato. Ook in 1996 deed Giorgia mee aan het Festival van San Remo en werd ze derde met Strano il mio destino. In 2001 werd ze tweede met het door de Italiaanse soulzanger Zucchero geschreven nummer Di sole e d'azzurro.
Zij werd buiten Italië vooral bekend met het duet Vivo per lei dat zij in 1995 opnam met Andrea Bocelli. Verder zong zij Gocce di memoria, de soundtrack van de Italiaanse film La finestra di fronte, gecomponeerd door Andrea Guerra.

## Discografie

### Albums
| Album met eventuele hitnotering(en) in de Nederlandse Album Top 100 | Datum van verschijnen | Datum van binnenkomst | Hoogste positie | Aantal weken | Opmerkingen   |
| ------------------------------------------------------------------- | --------------------- | --------------------- | --------------- | ------------ | ------------- |
| I primi anni                                                        | 1993                  | -                     |                 |              |               |
| Giorgia                                                             | 1994                  | -                     |                 |              |               |
| Come Thelma & Louise                                                | 1995                  | -                     |                 |              |               |
| Strano il mio destino                                               | 1996                  | -                     |                 |              | Livealbum     |
| One more go round                                                   | 1996                  | -                     |                 |              |               |
| Mangio troppa ciocolata                                             | 1997                  | -                     |                 |              |               |
| Giorgia España                                                      | 1999                  | -                     |                 |              |               |
| Girasole                                                            | 1999                  | -                     |                 |              |               |
| Senza ali                                                           | 02-03-2001            | -                     |                 |              |               |
| Greatest hits - Le cose non vanno mai come credi                    | 2002                  | -                     |                 |              | Verzamelalbum |
| Ladra di vento                                                      | 15-09-2003            | -                     |                 |              |               |
| Ladra di vento live 03/04                                           | 2004                  | -                     |                 |              | Livealbum     |
| MTV unplugged Giorgia                                               | 2005                  | -                     |                 |              | Livealbum     |
| Stonata                                                             | 09-11-2007            | -                     |                 |              |               |
| Spirito libero - Viaggi di voce 1992-2008                           | 21-11-2008            | -                     |                 |              | Verzamelalbum |
| Dietro le apparenze                                                 | 06-09-2011            | -                     |                 |              |               |
| Senza paura                                                         | 05-11-2013            | -                     |                 |              |               |

### Singles
| Single met eventuele hitnotering(en) in de Nederlandse Top 40 | Datum van verschijnen | Datum van binnenkomst | Hoogste positie | Aantal weken | Opmerkingen                                 |
| ------------------------------------------------------------- | --------------------- | --------------------- | --------------- | ------------ | ------------------------------------------- |
| Vivo per lei                                                  | 1996                  | 28-09-1996            | tip3            | -            | Nr. 39 in de Mega Top 50 met Andrea Bocelli |
| E poi                                                         | 2002                  | -                     |                 |              | Nr. 86 in de Mega Top 100                   |

| Single met hitnotering(en) in de Vlaamse Ultratop 50 | Datum van verschijnen | Datum van binnenkomst | Hoogste positie | Aantal weken | Opmerkingen         |
| ---------------------------------------------------- | --------------------- | --------------------- | --------------- | ------------ | ------------------- |
| Inevitabile                                          | 23-01-2012            | 04-02-2012            | tip46           | -            | met Eros Ramazzotti |

### NPO Radio 2 Top 2000
| Nummer met noteringen in de NPO Radio 2 Top 2000 | '99 | '00 | '01 | '02 | '03 | '04 | '05 | '06 | '07 | '08 | '09 | '10 | '11 | '12 | '13 | '14  | '15 | '16 | '17 | '18 | '19 | '20 | '21 | '22 | '23 | '24 |
| ------------------------------------------------ | --- | --- | --- | --- | --- | --- | --- | --- | --- | --- | --- | --- | --- | --- | --- | ---- | --- | --- | --- | --- | --- | --- | --- | --- | --- | --- |
| Vivo per lei (met Andrea Bocelli)                | 370 | 189 | 369 | 435 | 485 | 546 | 559 | 629 | 433 | 501 | 905 | 827 | 721 | 610 | 776 | 1025 | 923 | 852 | 888 | 776 | 525 | 624 | 441 | 430 | 421 | 415 |

1. ↑  Een vetgedrukt getal geeft de hoogste notering aan.